# Ans de Jong-Crajé
Anny Bougy (Ans) de Jong-Crajé (Smilde, 18 augustus 1940) is een Nederlands politicus van de VVD.
Na het gymnasium ging Crajé werken bij het NatLab van Philips, waar ze haar latere echtgenoot leerde kennen. Na het huwelijk in 1962 gingen ze in Leende wonen. Toen hun kinderen wat ouder werden, kwam ze daar in 1974 in de gemeenteraad en was ze vanaf 1978 ook wethouder. In 1982 werd ze lid van de Provinciale Staten van Noord-Brabant en eind 1985 volgde haar benoeming tot burgemeester van Maarheeze. In 1992 was ze daarnaast nog korte tijd waarnemend burgemeester van Budel. Op 1 januari 1997 kwam haar functie te vervallen toen Maarheeze fuseerde met Budel tot de nieuwe gemeente Cranendonck (aanvankelijk onder de naam 'gemeente Budel'). Hierna was ze nog enige tijd betrokken bij meerdere organisaties die veelal in zorgsector zaten.